# Спин
Спин (енгл. spin: вртња: ознака s) основна је особина елементарне честице, попут масе и наелектрисања и интерпретира се као унутрашњи момент импулса. Пошто је квантно-механичке природе, спин се тешко може описати макроскопски, а најприближније се може схватити као механички момент, тј, као да се честица понаша као мала чигра. Спин има димензије дејства, а изражава се као умножак спинског квантног броја и редуковане Планкове константе {\displaystyle \hbar }. Може имати две вредности. Честице са целобројним спинским квантним бројем су бозони, а са полуцелим фермиони. Поред елементарних честица, спин могу поседовати и њихове комбинације, тј. атомска језгра, и тада се говори о нуклеарном спину који сам представља комбинацију спинова протона и неутрона од којих је језгро начињено. Спин је особина која се манифестује кроз интеракцију са магнетним пољем и утиче на кретање електрона. Спин је независан од простора, што значи да се међу квантним бројевима који карактеришу таласну функцију посебно налази и број који одређује спин, тј. да је простор стања електрона тензорски производ орбитног и спинског простора.
Спин је квантно-унутрашњи импулс вртње независан од орбиталног кретања, односно властита угаона количина кретања. Спин субатомских честица поприма квантизиране вредности: 
{\displaystyle {\frac {n\cdot \hbar }{2}}}
где је: ħ - редукована Планкова константа (h/2∙π), n - мали цели број (0, 1, 2, 3, 4). За темељне честице материје (лептоне и кваркове) као и за нуклеоне и њихове античестице n је једнак јединици (= 1) те је према томе њихов спин ħ/2. Спин фотона и осталих преносника темељних сила (W-бозона и З-бозона те глуона) је ħ, спин гравитона је 2∙ħ, а мезона и Хигсове честице 0. У квантној механици, спин представља унутрашњу угаону количину кретања честице. То је искључиво квантно својство честица, оно нема свог „пара” у класичној механици. Спин је један од две врсте угаоне количине кретања у квантној механици, а друга је орбитална угаона количина кретања, која је аналогна угаоној количини кретања у класичној механици, а настаје када се честица креће по закривљеној, кружној путањи. 
Постојање спина закључено је из Штерн-Герлаховог експеримента, у којем су посматране честице поседовале угаону количину кретања која се није могла описати самом орбиталном угаоном количином кретања. Вредности спина су квантизоване, што значи да спин може попримити само тачно одређене вредности. Према спину, све честице се деле у две велике групе: фермионе и бозоне. Фермиони су честице полуцелобројног спина, а бозони честице целобројног спина.

## Објашњење
У оквиру квантне механике честице поседују властити (интринсични) угаони импулс. Овај угаони импулс је квантизован, то јест може попримити само строго одређене вредности и назива се спин. Због својих особитих својстава, спин се не може једноставно објаснити кружним кретањем, то јест вртњом (ротацијом) честице у оквирима класичне механике. Показује се прикладним приликом приказа спина у у оквиру квантне механике да се уведе бездимензионална величина „спинског квантног броја” s, која може попримити вредност целих (s = 0, 1, 2...) или полуцелих (s = 1/2, 3/2...) бројева. Честице са целобројним спинским бројем су бозони, а они са полуцелим су фермиони. Износ угаоног импулса може попримити само вредности задате са:
{\displaystyle L^{2}=\hbar ^{2}\cdot s\cdot (s+1)}
где је: ħ - редукована Планкова константа. Осим квантизације износа спина, квантизован је и износ пројекције спина  на неку произвољно одабрану z осу, која може попримити само вредности:
{\displaystyle L_{z}=\hbar \cdot s_{z},\qquad s_{z}=-s,-s+1,\cdots ,s}
Збрајање спина и орбиталног угаоног импулса у оквиру квантне механике такође се врши на специфичан начин. Честице које поседују спин, могу да поседују интринзични магнетни момент μ, тако да за честицу набоја q, масе m, и спина s вреди:
{\displaystyle \mu =g\cdot {\frac {q}{2\cdot m}}\cdot s}
где је: g - величина звана жиромагнетски однос или Ландеов g фактор, који за електрон износи око 2,0023. Интринсични магнетни момент честице не може се објаснити у оквиру класичне физике и класичне електродинамике, на пример као једноставна ротација наелектрисане честице набоја e са угаоним импулсом износа L. За повезивање величина s и μ потребно је тумачење у оквиру квантне електродинамике.
Под појмом спина често се осим угаоног импулса подразумева заправо сам спински квантни број s, или чак интринсични магнетни момент честице.
У енглеском језику реч spin има више значења, од којих су многа невезана са физиком. У оквиру физике, литература на енглеском појам спин користи као назив за властити (интринсични) угаони импулс, односно угаони импулс повезан са вртњом тела око његовог властитог центра масе, било у оквиру класичне или кванте физике. У српском језику појам спин се користи у оквиру квантне механике.

## Откриће
Атоми имају властити магнетски момент, нехомогено магнетно поље делује на њих тако да отклања сноп од почетног смера. Спин је откривен 1922. године у Штерн-Герлаховом експерименту када су Ото Штерн и Волтер Герлах мерећи магнетни диполни момент атома сребра при проласку кроз нехомогено магнетно поље приметили цепање снопа јонизованих атома на два зрака. Уопштеније, приметили су да се сноп цепа на 2l + 1 делова, где је l орбитални квантни број. Сличан експеримент са водониковим атомом је поновљен 1927. године и поново је добијено исто цепање снопа. Једино објашњење овакве особине било да електрон поред орбиталног момента импулса поседује додатни унутрашњи угаони момент импулса који је назван спин.
Џ. Ј. Уленбек и С. А. Гоудсмит разјаснили су Штерн-Герлахов експеримент 1925. uvođenjem spina elektrona. Електрон се понаша као мали магнет, тако да се његов спински магнетни момент или сабира или одузима са орбиталним магнетским моментом. Одатле разлика између магнетских момената идентичних атома и раздвајање снопа атома сребра. Генерално, за дати спин s вектор импулса вртње процесира око смера магнетског поља тако да су допуштени само они смерови који одговарају пројекцији са 2∙s + 1 вредношћу магнетног квантног броја, m = s, s – 1, … , –s. Та се појава назива просторном квантизацијом. Квантни број спина поприма само целе или полуцеле вредности, а припадајуће честице задовољавају Бозе-Ајнштајнову, односно Ферми-Диракову статистику и називају се бозонима, односно фермионима.
У релативистичкој теорији П. Дирака спин електрона појављује се као последица геометријскога карактера Диракових таласа. Решење Дирајове једначине једноступне су матрице с четири реда, које се називају спинори, а одражавају инваријантна својства на трансформацији Лоренцове групе. Честице одређеног спина описане су у релативистичкој квантној теорији пољима одређеног геометријског карактера. Тако су честице са спином ħ/2 описане спинорним пољима, честице са спином 0 скаларним, а честице са спином ħ векторским пољима (генерално тензорским пољима за целобројне спинове). Притом оператор квадрата спина, S², има властите вредности ~ ħ²∙s∙(s + 1).

## Модели

### Ротирајућа наелектрисана маса
Најранији модели за спин електрона замишљали су ротирајућу наелектрисану масу, али овај модел не успева када се детаљно испита: потребна расподела простора не одговара ограничењима радијуса електрона: потребна брзина ротације премашује брзину светлости. У Стандардном моделу, све основне честице се сматрају „тачкастим“: оне имају своје ефекте кроз поље које их окружује. Сваки модел за окретање заснован на ротацији масе би морао да буде у складу са тим моделом.

### Паулијева „класично неописива двовредност“
Волфганг Паули, централна фигура у историји квантног спина, у почетку је одбацио сваку идеју да је „степен слободе“ који је увео да објасни експериментална посматрања повезан са ротацијом. Он је то назвао „класично неописивом двовредношћу”. Касније је дозволио да је то повезано са угаоним моментом, али је инсистирао на томе да се спин сматра апстрактним својством. Овај приступ је омогућио Паулију да развије доказ свог фундаменталног Паулијевог принципа искључења, доказ који се сада назива теорема спин-статистике. Ретроспективно, ово инсистирање и стил његовог доказивања покренули су модерну еру физике честица, где доминирају апстрактна квантна својства изведена из својстава симетрије. Конкретно тумачење је постало секундарно и факултативно.

### Циркулација класичних поља
Први класични модел за спин је предложио малу круту честицу која се ротира око осе, као што уобичајена употреба речи може сугерисати. Угаони момент се такође може израчунати из класичног поља.‍:63 Применом приступа Фредерика Белинфанта за израчунавање угаоног момента поља, Ханс Ц. Оханијан је показао да је „спин у суштини својство таласа .. генерисан циркулишућим током наелектрисања у таласном пољу електрона“. Исти концепт спина се може применити на гравитационе таласе у води: „спин је генерисан кружним кретањем водених честица подталасне дужине“.
За разлику од класичне циркулације таласног поља која дозвољава континуалне вредности угаоног момента, квантна таласна поља дозвољавају само дискретне вредности. Сходно томе, пренос енергије у или из спинова стања се увек дешава у фиксним квантним корацима. Дозвољено је само неколико корака: за многе квалитативне сврхе сложеност спин квантних таласних поља се може занемарити и о својствима система се може расправљати у смислу „целобројних“ или „полуцелобројних“ спинских модела као што је објашњено у квантним бројевима у наставку.

### Дираков релативистички електрон
Квантитативни прорачуни спинских својстава за електроне захтевају Диракову релативистичку таласну једначину.

## Однос са орбиталним угаоним моментом
Као што име говори, спин је првобитно замишљен као ротација честице око неке осе. Историјски орбитални угаони момент везан за орбите честица.‍:131 Док су имена заснована на механичким моделима преживела, физичко објашњење није. Квантизација суштински мења карактер спина и орбиталног угаоног момента.
Пошто су елементарне честице тачкасте, саморотација за њих није добро дефинисана. Међутим, спин имплицира да фаза честице зависи од угла као што је {\displaystyle e^{iS\theta }\ ,} за ротацију угла θ око осе паралелне са спином S. Ово је еквивалентно квантно-механичка интерпретација импулса као фазне зависности у позицији, и орбиталног угаоног момента као фазне зависности у угаоној позицији.
За фермионе, слика је мање јасна: Из Еренфестове теореме, угаона брзина је једнака деривату Хамилтонијана на његов конјуговани моменат, који је оператор укупног угаоног момента J = L + S . Према томе, ако Хамилтонијан H има било какву зависност од спина S, онда   ∂ H / ∂ S    мора бити различит од нуле; сходно томе, за класичну механику, постојање спина у Хамилтонијану ће произвести стварну угаону брзину, а самим тим и стварну физичку ротацију – то јест, промену фазног угла, θ, током времена. Међутим, да ли ово важи за слободни електрон је двосмислено, јер за електрон, | S |² је константа   1 / 2  ℏ , и може се одлучити да, пошто се не може променити, не може постојати парцијални (∂). Стога је питање тумачења да ли Хамилтонијан мора укључити такав термин и да ли се овај аспект класичне механике протеже на квантну механику (својствени спин угаони момент било које честице, S, је квантни број који произлази из „спинора“ у математичком решењу Диракове једначине, уместо да буде више приближна физичка величина, као орбитални угаони момент L). Ипак, спин се појављује у Дираковој једначини, те се релативистички Хамилтонијан електрона, третиран као Дираково поље, може тумачити као да укључује зависност од спина S.

## Квантни број
Спин се следи математичке законе квантизације угаоног момента. Специфична својства спин угаоних момента укључују:
- Спин квантни бројеви могу имати полуцелобројне или целобројне вредности.
- Иако се смер њеног спина може променити, величина спина елементарне честице се не може променити.
- Спин наелектрисане честице је повезан са магнетним диполним моментом са g-фактором који се разликује од 1. (У класичном контексту, ово би подразумевало да се унутрашње расподеле наелектрисања и масе разликују за ротирајући објекат.[12])

Конвенционална дефиниција спин квантног броја је s = n/2, где n може бити било који ненегативан цео број. Отуда су дозвољене вредности s 0, 1/2, 1, 3/2, 2, итд. Вредност s за елементарну честицу зависи само од типа честице и не може се мењати ни на који познати начин (за разлику од смер окретања описаног у наставку). Спински угаони момент S било ког физичког система је квантизован. Дозвољене вредности за S су 
{\displaystyle S=\hbar \,{\sqrt {s(s+1)}}={\frac {h}{2\pi }}\,{\sqrt {{\frac {n}{2}}{\frac {(n+2)}{2}}}}={\frac {h}{4\pi }}\,{\sqrt {n(n+2)}},}
где је h Планкова константа, а {\textstyle \hbar ={\frac {h}{2\pi }}} је редукована Планкова константа. Насупрот томе, орбитални угаони момент може попримити само целобројне вредности s; тј. парне вредности n.

### Фермиони и бозони
Те честице са полуцелобројним спиновима, као што су 1/2, 3/2, 5/2, познате су као фермиони, док су оне честице са целобројним спиновима, као што су 0, 1, 2, познате као бозони. Две породице честица поштују различита правила и углавном имају различите улоге у свету око нас. Кључна разлика између ове две породице је у томе што фермиони поштују Паулијев принцип искључења: то јест, не могу постојати два идентична фермиона који истовремено имају исте квантне бројеве (што значи, отприлике, исти положај, брзину и правац окретања). Фермиони се придржавају правила Ферми-Диракове статистике. Насупрот томе, бозони следе правила Бозе–Ајнштајнове статистике и немају таква ограничења, тако да се могу „скупити“ у идентична стања. Такође, композитне честице могу имати спинове другачије од њихових компонентних честица. На пример, атом хелијума-4 у основном стању има спин 0 и понаша се као бозон, иако су сви кваркови и електрони који га чине фермиони.
Ово има неке дубоке последице:
- Кваркови и лептони (укључујући електроне и неутрине), који чине оно што је класично познато као материја, сви су фермиони са спином 1/2. Уобичајена идеја да „материја заузима простор“ заправо потиче од Паулијевог принципа искључивања који делује на ове честице како би спречио да фермиони буду у истом квантном стању. Даље сабијање би захтевало да електрони заузму иста енергетска стања, те стога нека врста притиска (понекад позната као притисак дегенерације електрона) делује да се одупре фермионима који су претерано близу. Није познато да постоје елементарни фермиони са другим спиновима (3/2, 5/2, итд.).
- Елементарне честице за које се сматра да су носеће силе су сви бозони са спином 1. Они укључују фотон, који носи електромагнетну силу, глуон (јака сила) и W и Z бозоне (слаба сила). Способност бозона да заузму исто квантно стање се користи у ласеру, који поравнава многе фотоне који имају исти квантни број (исти правац и фреквенцију), суперфлуидни течни хелијум који је резултат тога што су атоми хелијума-4 бозони, и суперпроводљивост, где парови електрона (који су појединачно фермиони) делују као појединачни композитни бозони. Историјски није било познато да постоје елементарни бозони са другим спиновима (0, 2, 3, итд.), иако су добили знатан теоријски третман и добро су успостављени у оквиру својих одговарајућих матичних теорија. Конкретно, теоретичари су предложили гравитон (који су предвиђале неке теорије квантне гравитације) са спином 2, и Хигсов бозон (који објашњава распад електрослабе симетрије) са спином 0. Од 2013. године, Хигсов бозон са спином 0 сматра се доказаним да постоји.[21] То је прва скаларна елементарна честица (спин 0) за коју се зна да постоји у природи.
- Атомска језгра имају нуклеарни спин који може бити полуцео или цео број, тако да језгра могу бити фермиони или бозони.

### Спин–статистичка теорема
Теорема о спин-статистици дели честице у две групе: бозоне и фермионе, при чему бозони следе Бозе-Ајнштајнову статистику, а фермиони се следе Ферми-Диракову статистику (а самим тим и Паулијев принцип искључења). Конкретно, теорема захтева да честице са полуцелим спиновима поштују Паулијев принцип искључења, док честице са целобројним спином не. На пример, електрони имају полуцео спин и фермиони су који су сагласни с Паулијевим принципом искључења, док фотони имају целобројни спин, а нису сагласни. Теорему је извео Волфганг Паули 1940. године. Она се ослања на квантну механику и на теорију специјалне релативности. Паули је ову везу између спина и статистике описао као „једну од најважнијих примена специјалне теорије релативности“.

## Магнетни моменти
Честице са спином могу поседовати магнетни диполни момент, баш као ротирајуће електрично наелектрисано тело у класичној електродинамици. Ови магнетни моменти се могу експериментално посматрати на више начина, нпр. отклоном честица у нехомогеним магнетним пољима у Штерн–Герлаховом експерименту, или мерењем магнетних поља које стварају саме честице.
Интринзични магнетни момент μ спин-1/2 честице са набојем q, масом m и спин угаоним моментом S, је
{\displaystyle {\boldsymbol {\mu }}={\frac {g_{\text{s}}q}{2m}}\mathbf {S} ,}
где се бездимензионална величина gs назива спин g-фактор. За искључиво орбиталне ротације то би било 1 (под претпоставком да маса и наелектрисање заузимају сфере једнаког полупречника).
Електрон, као наелектрисана елементарна честица, поседује магнетни момент различит од нуле. Један од тријумфа теорије квантне електродинамике је њено тачно предвиђање g-фактора електрона, за који је експериментално утврђено да има вредност −2,00231930436256(35), са цифрама у заградама које означавају несигурност мерења у последње две цифре са једном стандардном девијацијом. Вредност 2 произилази из Диракове једначине, основне једначине која повезује спин електрона са његовим електромагнетним својствима, а одступање од −2 произилази из интеракције електрона са околним квантним пољима, укључујући сопствено електромагнетно поље и виртуелне честице.
Композитне честице такође поседују магнетне моменте повезане са њиховим спином. Конкретно, неутрон поседује магнетни момент различит од нуле упркос томе што је електрично неутралан. Ова чињеница је била рана индикација да неутрон није елементарна честица. Заправо, састоји се од кваркова, који су електрично наелектрисане честице. Магнетни момент неутрона потиче од спинова појединачних кваркова и њихових орбиталних кретања.
Неутрини су елементарна и електрично неутрална. Минимално проширени стандардни модел који узима у обзир масе неутрина различите од нуле предвиђа магнетне моменте неутрина од:
{\displaystyle \mu _{\nu }\approx 3\times 10^{-19}\mu _{\text{B}}{\frac {m_{\nu }c^{2}}{\text{eV}}},}
где су μν магнетни моменти неутрина, mν су масе неутрина, а μB је Боров магнетон. Нова физика изнад електрослабе скале би, међутим, могла да доведе до знатно већих магнетних момената неутрина. То се може показати на начин независан од модела да су магнетни моменти неутрина већи од око 10−14 μB „неприродни“ јер би такође довели до великог радијационог доприноса маси неутрина. Пошто је познато да су масе неутрина највише око 1 eV/c2, фино подешавање би било неопходно како би се спречио велики допринос маси неутрина путем радијационих корекција. Мерење магнетних момената неутрина је активна област истраживања. Експериментални резултати су показали да је магнетни момент неутрина мањи од 1,2×10−10 пута од магнетног момента електрона.
С друге стране, елементарне честице са спином, али без електричног набоја, као што су фотон или Z бозон, немају магнетни момент.